# Spáta
Spáta (Spata) är en kommunhuvudort i Grekland. Den ligger i prefekturen Nomarchía Anatolikís Attikís och regionen Attika, i den sydöstra delen av landet, 18 km öster om huvudstaden Aten. Spáta ligger 142 meter över havet och antalet invånare är 9 198.
Terrängen runt Spáta är platt åt sydost, men åt nordväst är den kuperad.Runt Spáta är det ganska tätbefolkat, med 222 invånare per kvadratkilometer. Närmaste större samhälle är Aten, 17,5 km väster om Spáta. Trakten runt Spáta består till största delen av jordbruksmark.